# یادمان نسل‌کشی مونته‌بلو
یادمان نسل‌کشی مونته‌بلو (به انگلیسی: Montebello Genocide Memorial) یا یادمان شهدای ارمنی (به انگلیسی: Armenian Martyrs Monument) بنای یادبودی در پارک بیکنل در مونته‌بلوی کالیفرنیا در ایالات متحده آمریکاست  که به قربانیان نسل‌کشی ارمنی‌ها به‌دست دولت عثمانی در فاصلهٔ سال‌های ۱۹۱۵ تا ۱۹۲۱ و همچنین تمامی قربانیان جنایت علیه بشریت تقدیم شده‌است.
ایدهٔ ساخت این بنای یادبود در ۲۴ آوریل ۱۹۶۵ برابر با پنجاهمین سالگرد نسل‌کشی ارمنی‌ها شکل گرفت و چند ماه بعد، مکانی در پارک پیکنل (Bicknell Park) در شهر مونته‌بلوی کالیفرنیا برای ساخت این بنا در نظر گرفته‌شد که قابل دید برای رانندگانی بود که از بزرگراه مجاور آن می‌گذشتند. طراحی سازه توسط معماری به نام آ. آقابابیان صورت گرفت و کار ساخت آن با تأیید شورای شهر مونته‌بلو در سال ۱۹۶۷ آغاز گردید. از این بنای یادبود در ۲۱ آوریل ۱۹۶۸ پرده‌برداری شد.

## نگارخانه

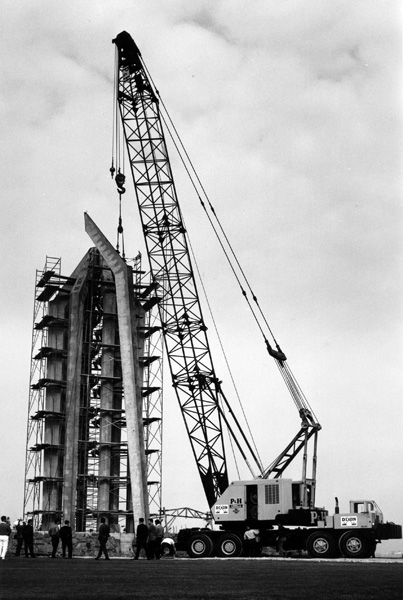
یادمان در دست ساخت
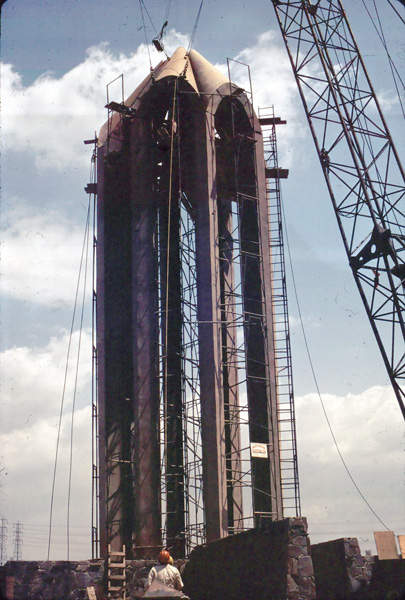
یادمان  دست ساخت
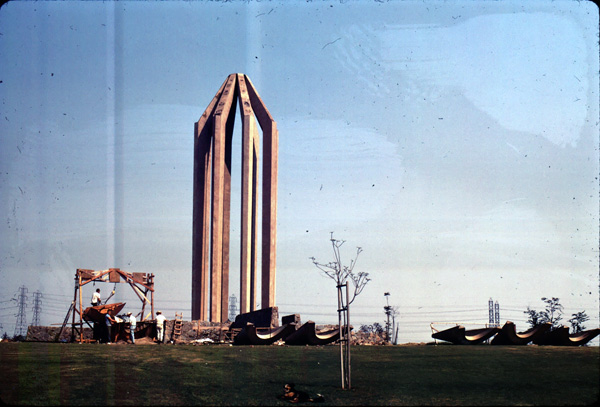
نمای دور در زمان ساخت دست ساخت
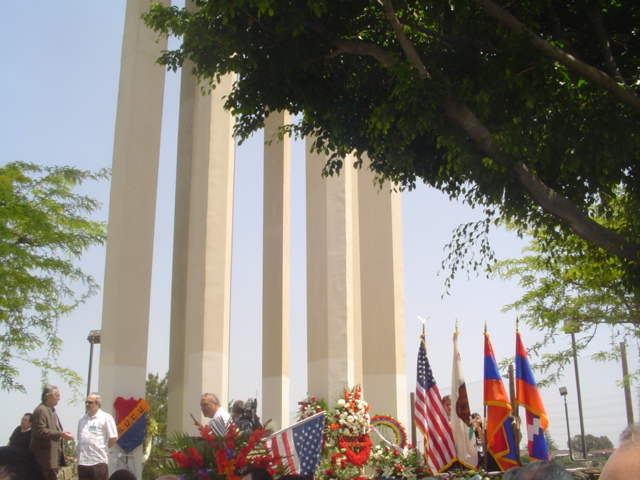
۲۴ آوریل ۲۰۰۸
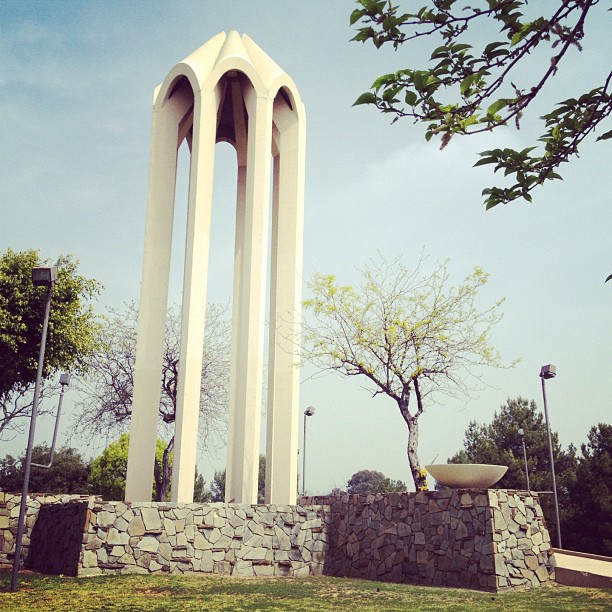
The memorial in ۲۰۱۲
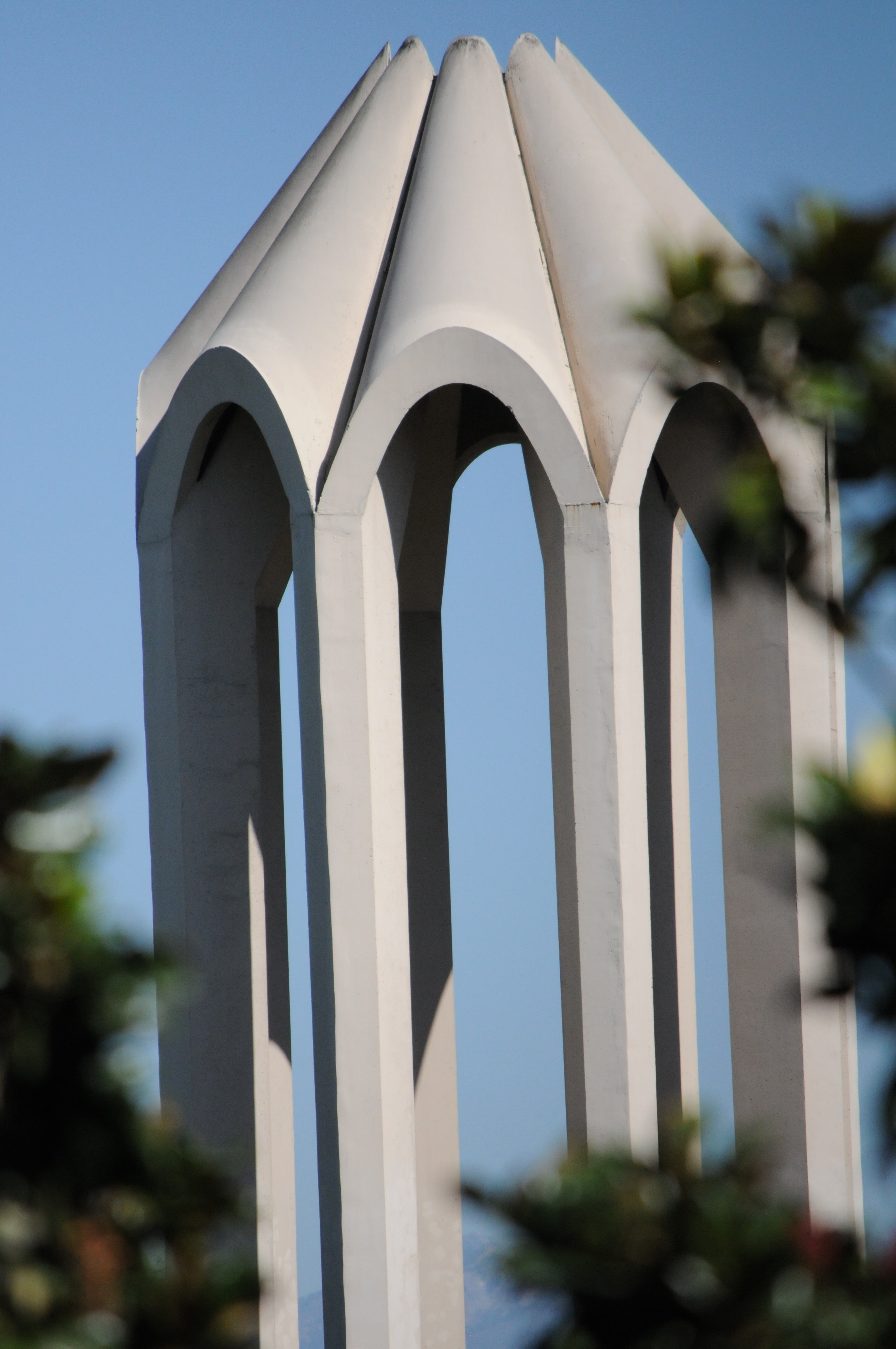
نمای نزدیک